# رنفرو–کولینگوود
رنفرو-کولینگوود (انگلیسی: Renfrew–Collingwood) محله ای بزرگ است که در سمت شرقی ونکوور، بریتیش کلمبیا، کانادا، در مرز خود با برنابی قرار دارد و منطقه ای را در بر می‌گیرد که یکی از مناطق توسعه یافته قبلی شهر بوده‌است. این یک منطقه متنوع است و شامل یک جامعه تجاری قابل توجه در چندین منطقه و همچنین برخی از بخش‌های مسکونی ونکوور است که سریعترین رشد را دارند. در سال ۲۰۱۱، این محله ۵۰۵۰۰ نفر جمعیت داشت که ۳۸٫۴٪ از آنها ادعا می‌کنند که زبان چینی به عنوان زبان اول آنهاست.